# Brigitte Sy
Pour les articles homonymes, voir Sy.
Brigitte Sy est une actrice, scénariste et réalisatrice française née le 26 janvier 1956 dans le 10e arrondissement de Paris.

## Formation
Brigitte Sy est née le 26 janvier 1956 dans le 10e arrondissement de Paris. Après une licence de théâtre à l'Université de Vincennes et des séjours à Montréal et New York, Brigitte Sy suit des cours au Conservatoire expérimental de musique de Pantin.

## Carrière
Brigitte Sy entame sa carrière au cinéma en 1979, avec le film La Dérobade de Daniel Duval.
Elle joue plusieurs rôles dans les films du réalisateur Philippe Garrel.
En parallèle de sa carrière d'actrice, elle anime des ateliers de théâtre en milieu carcéral dans les années 1990,.
En 2009, elle réalise son premier court métrage L'Endroit idéal. Elle a actuellement trois longs métrages à son actif.
Une biographie lui a été consacrée en 2024 par l'écrivaine Brigitte Brami.
Les réalisations de Brigitte Sy abordent de façon récurrente les thèmes de l'incarcération, de la cavale, de l'amour empêché. Ces thèmes font écho à sa propre histoire : elle a été amoureuse d'un détenu en 1998 qu'elle a épousé. Les différents films réalisés par Brigitte Sy proposent des variations sur ses thèmes de prédilection.

## Thèmes de l'œuvre

### L'incarcération ou la réclusion
L'Endroit idéal (2009) est un court métrage, dont l'histoire est intégralement reprise dans Les Mains libres.
Dans Les Mains libres (2010), la réalisatrice met en scène un amour entre un détenu, Michel, et une intervenante extérieure à la prison, Barbara, qui vient y réaliser un film avec des détenus. Le personnage de Michel est incarcéré pour un braquage.

### La cavale
L'Astragale (2015) est l'adaptation de la vie d'Albertine Sarrazin, femme de lettres française. Le film s'ouvre sur l'évasion d'Albertine Sarrazin, alors incarcérée, lors de laquelle elle se casse l'os du pied nommé astragale. Il raconte ensuite l'idylle entre Albertine Sarrazin et Julien, le jeune homme qui l'aide dans sa cavale. Albertine Sarrazin est incarnée par Leïla Bekhti, Julien par Reda Kateb.

### L'amour empêché
L'Endroit idéal (2009) est un court métrage, dont l'histoire est intégralement reprise dans Les mains libres.
Dans Les Mains libres, l'amour entre les deux protagonistes que sont Barbara et Michel est compliqué car il doit être caché. Il est en outre filmé dans un grand calme, loin des représentations des prisons bruyantes. Michel est incarné par Carlo Brandt, tandis que Barbara est incarnée par Ronit Elkabetz. Ce film comporte une part autobiographique.
Dans Le Bonheur est pour demain (2023), une femme, Sophie, mariée et mère d'un enfant, y aime un homme, Claude, un braqueur qui sera arrêté et qui purgera une longue peine de prison. Avec Laetitia Casta, Damien Bonnard et Béatrice Dalle.

### La mise en abyme
On peut en outre noter la mise en abyme dans L'Endroit idéal et Les Mains libres, court et long métrages dans lesquels Brigitte Sy filme une réalisatrice qui filme des détenus en prison.

## Vie privée
Elle est la mère de Louis Garrel et Esther Garrel, tous deux acteurs, qu'elle a eus avec le réalisateur Philippe Garrel.
Sa belle-fille est l'actrice, mannequin et réalisatrice Laetitia Casta.

## Filmographie

### Actrice

#### Cinéma

##### Courts métrages
- 2006 : Déluge d'Antoine Barraud : la mère
- 2009 : Nice de Maud Alpi : Fanny
- 2011 : Vourdalak de Frédérique Moreau : France
- 2012 : Un mauvais père de Tigrane Avédikian : Mme Legendre
- 2012 : Chacun sa nuit de Marina Diaby : Claudine

##### Longs métrages
- 1979 : La Dérobade de Daniel Duval
- 1983 : Liberté, la nuit de Philippe Garrel : Micheline
- 1989 : Les Baisers de secours de Philippe Garrel : Jeanne
- 1991 : J'entends plus la guitare de Philippe Garrel : Aline
- 1991 : La Tentation de Vénus (Meeting Venus) d'István Szabó : la douanière
- 1997 : Ma 6-T va crack-er de Jean-François Richet : la principale du collège
- 1997 : Généalogies d'un crime de Raoul Ruiz : Jeanne
- 1998 : Cantique de la racaille de Vincent Ravalec : Véronique
- 2005 : Les Amants réguliers de Philippe Garrel : La mère de François
- 2007 : Choisir d'aimer de Rachid Hami : la mère de Pascal
- 2007 : L'Été indien d'Alain Raoust : Alice
- 2008 : Peur(s) du noir de Blutch, Charles Burns, Marie Caillou, Pierre di Sciullo, Richard McGuire : la mère d'Eric (voix)
- 2008 : Versailles de Pierre Schoeller : Mme Herchel
- 2011 : La guerre est déclarée de Valérie Donzelli : Claudia Benaïm
- 2011 : Dernière Séance de Laurent Achard : la chauffeuse de taxi
- 2012 : Une vie meilleure de Cédric Kahn : une bénévole
- 2013 : Ouf de Yann Coridian : Mme Herschel, la psy
- 2013 : Une place sur la Terre de Fabienne Godet : Loraine Morin
- 2013 : Vandal d'Hélier Cisterne : Christine
- 2013 : De l'usage du sextoy en temps de crise d'Éric Pittard : La médecin
- 2014 : Vie sauvage de Cédric Kahn : Geneviève
- 2015 : L'Astragale d'elle-même : Rita
- 2017 : Tout nous sépare de Thierry Klifa : la mère de Ben
- 2018 : Les Invisibles de Louis-Julien Petit : Béatrice
- 2023 : Little Girl Blue de Mona Achache : Monique Lange (voix)

#### Télévision

##### Séries télévisées
- 1983 : Télévision de chambre : une femme au casting
- 1991 : Cas de divorce : Agnès Desol
- 2000 : Combats de femme : Marlène
- 2008 : Ben et Thomas : Mme Bouillon
- 2017 : Quadras : Sylviane
- 2017 - 2019 : Zone blanche : Sabine Hennequin
- 2019 : Capitaine Marleau : Victoire Bracconi
- 2019 - 2021 : Têtard : Muriel
- 2021 : Maroni, le territoire des ombres : Marie Le Gall
- 2021 : L'Opéra : Nadia Menour
- 2025 : Le Sens des choses  : Jeanine

##### Téléfilms
- 2008 : Rien dans les poches de Marion Vernoux : Agathe Manikowski
- 2011 : Cigarettes et bas nylon de Fabrice Cazeneuve : la présidente des vétéranes
- 2013 : Surveillance de Sébastien Grall : Michèle Solvy
- 2015 : Lui au printemps, elle en hiver de Catherine Klein : Hélène

### Réalisatrice

#### Films
- 2009 : L'Endroit idéal (court métrage)[12]
- 2010 : Les Mains libres
- 2015 : L'Astragale, adaptation de l'autobiographie éponyme d'Albertine Sarrazin[13]
- 2023 : Le bonheur est pour demain

#### Pièce de théâtre
- 21 & 23 mars 1997 : Annette lève l’encre  simultanément à la maison d'arrêt de la Santé et dans le Grand Foyer du Théâtre National de Chaillot par le moyen d'un duplex[2]

## Théâtre

### Actrice
- 1979 : Peinture sur bois mis en scène par Timothée Laine d'après la pièce d'Ingmar Bergman
- 1981 : La Môme vert-de-gris mis en scène par Jean-Pierre Bastid d'après Poison Ivy de Peter Cheyney

### Metteuse en scène
- 21 & 23 mars 1997 : Annette lève l’encre simultanément à la prison de la Santé et dans le Grand Foyer du Théâtre national de Chaillot par le moyen d'un duplex[2]